# Trois pièces faciles
Trois pièces faciles (W28) is een compositie voor pianoduet van Igor Stravinsky, gecomponeerd tussen 1914-1915 te Clarens in Zwitserland. Het werk, met een speelduur van 3 minuten, werd op 8 november 1919 voor het eerst uitgevoerd in Lausanne door de componist en José Iturbi.
De Trois pièces faciles bestaan uit de volgende delen:
- Mars (opgedragen aan Alfredo Casella)
- Wals (opgedragen aan Erik Satie)
- Polka (opgedragen aan Serge Diaghilev)

De linkerhand in deze stukken is zo eenvoudig mogelijk; elk stuk heeft een eenvoudig begeleidend figuur, terwijl de rechterhand volledig benut is.
In 1915 maakte Stravinsky een transcriptie van de Polka voor cimbalom. Van de Mars bestaat een (ongepubliceerde) bewerking voor twaalf instrumenten. Stravinsky heeft gezegd ook een versie voor zeven instrumenten te hebben gemaakt van de Wals.
In 1921 werden de Trois pièces facilesgeorkestreerd en vormden zij onderdeel van de Suite nr. 2.

## Oeuvre
Zie het Oeuvre van Igor Stravinsky voor een volledig overzicht van het werk van Stravinsky.

## Geselecteerde discografie
- Trois pièces faciles, Katia en Marielle Labèque, piano (met andere werken van Stravinsky en Debussy)(KML 1112/13)